# لکسینگتن (اکلاهما)
لکسینگتن(به انگلیسی: Lexington) شهری در ایالت اکلاهما کشور ایالات متحده آمریکا است که جمعیت آن در سرشماری سال ۲۰۱۰ میلادی، ۲٬۱۵۲ نفر بوده‌است.